# Hurezani
Hurezani là một xã thuộc hạt Gorj, România. Dân số thời điểm năm 2002 là 1853 người.